# استاریی کریم
شهر استاریی کریم (به روسی: Старий Крим) در شبه جزیره کریمه در کشور اوکراین واقع شده‌است. جمعیت این شهر ۱۰٬۱۰۱ نفر  است.